# Advocate marketing
Advocate marketing eller Advocacy marketing är ett begrepp inom marknadsföring som omfattar metoder för marknadsföring av produkter och tjänster där målgruppen övertygas genom tredje parts information.
När konsumenter frågades av PostNord och HUI inom undersökningen e-Barometern 2017 vilka källor som är viktigast inför köp på nätet så svarade 71 % kundrecensioner (och -betyg), 64 % familj, vänner & bekanta och 63 % jämförelsesajter.
Trovärdigheten i recensioner, betyg, rekommendationer, jämförelser, testresultat och liknande kan kanske förklaras med att kunden söker efter sociala bevis för företagets påståenden i exempelvis reklam där kunden på något sätt rättar sig in i leden för att bli accepterad.

## Metoder
Bland advocate marketing-metoderna som företag använder sig i sin marknadsföring finns
- Kundrecensioner av företag, produkter och tjänster i form av t.ex. videorecensioner på YouTube eller textrecensioner på företagets egen webbplats.
- Skriftliga rekommendationer, där en kund citeras i en produktbroschyr, på video eller på en webbplats.
- Betyg som sätts av kunden i t.ex. sociala medier som Facebook och Google.
- Crowdscoring, där betygen från ett antal personer räknas ihop för att få en procentsats som rekommenderar företaget, produkten eller tjänsten. I Sverige erbjuds sådana tjänster utifrån testpaneler av Smartson och Buzzador.
- Testresultat, där experter och potentiella användare testar en produkt eller tjänst. Testfakta och Råd & Rön är två exempel.
- Jämförelser av företag, produkter och tjänster på t.ex. prisjämförelsesajter som Prisjakt och Pricerunner.
- Resultat från undersökningar, enkäter och omröstningar.